# Riikka Lehtonen
Riikka Hannele Lehtonen (* 24. Juli 1979 in Kangasala) ist eine finnische Volleyball- und Beachvolleyballspielerin. Sie ist die bislang erfolgreichste Spielerin im finnischen Hallenvolleyball.

## Karriere Halle

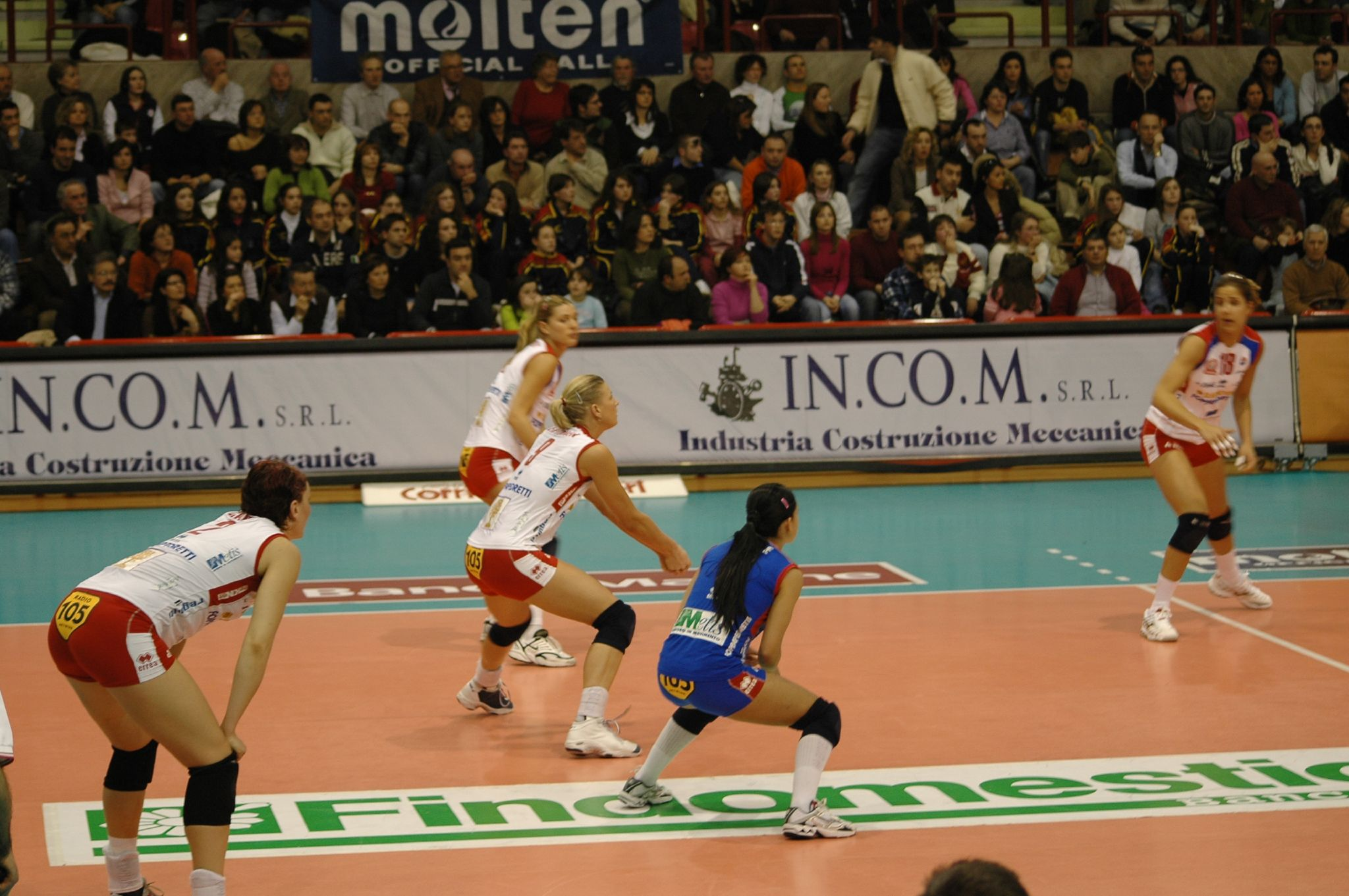
Lehtonen (Mitte) in einem Spiel mit Bergamo

Lehtonen begann ihre Karriere bei Oriveden Ponnistus. 1996 debütierte sie im Alter von 17 Jahren in der finnischen Nationalmannschaft. In der folgenden Saison gewann sie die finnische Meisterschaft. Außerdem wurde sie von 1996 bis 1998 dreimal Pokalsiegerin. Nach dem zweiten Platz in der Meisterschaft 1998 gab es 1999 den nächsten Titelgewinn. Anschließend ging Lehtonen von Euran Raiku zum französischen Verein La Rochette Volley. 2001 wechselte sie innerhalb Frankreichs zu RC Cannes. Mit dem Verein feierte Lehtonen, die von 2001 bis 2006 jedes Jahr als Finnlands Volleyballerin des Jahres ausgezeichnet wurde, weitere Titelgewinne. Cannes wurde von 2002 bis 2004 dreimal in Folge nationaler Meister und gewann nach dem verlorenen Finale 2002 zweimal den Pokal. Die größten Erfolge gab es im europäischen Wettbewerb. Cannes gewann 2002 die Volleyball Champions League und verteidigte den Titel in der folgenden Saison erfolgreich. 2004 wurde der Verein in der Champions League Dritter.
Von 2004 bis 2006 war Lehtonen in Italien jeweils eine Saison bei Minetti Vicenza und Foppapedretti Bergamo aktiv. Mit Bergamo wurde sie 2006 italienischer Meister und Pokalsieger. Nach der Saison spielte sie noch einen Monat auf den Malediven für Vilingili Maldives. Anschließend wechselte sie zum japanischen Erstligisten NEC Tokio. In der Saison 2007/08 gewann sie mit dem türkischen Verein Vakıfbank Güneş Sigorta İstanbul den Challenge Cup.
2008 spielte Lehtonen zunächst in Italien bei Riso Scotti Pavia. Im Dezember wechselte sie jedoch zu Olympiakos Piräus. 2009/10 war sie wieder in der italienischen Liga bei Sirio Perugia aktiv. Danach wurde sie von Igtisadchi Baku verpflichtet und kam damit als erste finnische Spielerin nach Aserbaidschan.
2011/12 spielte sie bei Rebecchi Piacenza. 2012 wechselte Lehtonen innerhalb der italienischen Liga zu Crema Volley. Am Jahresende war der Verein jedoch insolvent und die Finnin kehrte zurück in ihre Heimat zu LP Kangasala. Mit dem Verein gewann sie den finnischen Pokal. Ein paar Monate später wechselte sie nach Aserbaidschan zu Azerrail Baku. Im Frühjahr zog sie sich eine Knochennekrose im Knie zu und musste lange pausieren.

## Karriere Beach

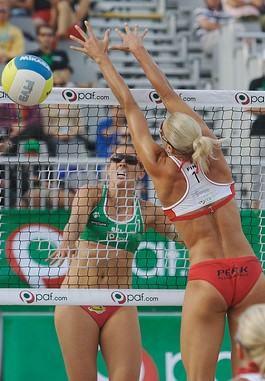
Lehtonen beim Block am Netz

Lehtonen spielte seit Mitte der 1990er Jahre Beachvolleyball auf nationaler Ebene. Mit Saara Loikkanen wurde sie 1998 und 1999 finnische Meisterin. 2000 wurde Lehtonen zur finnischen Beachvolleyballerin des Jahres gewählt. Nach der Saison 2001 pausierte sie mit dem Beach zugunsten ihrer internationalen Hallenkarriere. Lehtonen spielte 2006 ihr erstes internationales Beach-Turnier in Turku. 2007 trat sie mit Tanja Eteläaho und erreichte bei den Åland Open den 25. Platz. 2011 bildete sie ein neues Duo mit Taru Lahti. Der erste gemeinsame Auftritt in Åland verlief noch erfolglos. Im gleichen Jahr gewannen sie die finnische Meisterschaft. 2012 kamen Lehtonen/Lahti beim Grand Slam in Stare Jabłonki auf den 41. Platz. In Åland belegten sie den 25. Rang. Im August 2012 kündigte der finnische Verband an, dass er seine Bemühungen im Beachvolleyball verstärken wolle, um bei den Olympischen Spielen 2016 vertreten zu sein; Lehtonen solle dabei eine führende Rolle spielen. 2014 wurden Lehtonen/Lahti bei zwei CEV-Turnieren in Antalya und Baden Siebter und Fünfter. In Quartu Sant’Elena nahmen sie an der Europameisterschaft teil, schieden aber nach drei Niederlagen bereits in der Vorrunde aus. In den Folgejahren spielten Lehtonen/Lahti mit wechselndem Erfolg auf der europäischen und der World Tour. Nach einem neunten Platz bei der Weltmeisterschaft 2017 in Wien trennten sich die beiden.
Von 2018 bis 2021 war die 17 Jahre jüngere Niina Ahtiainen Lehtonens Partnerin. Bei der Europameisterschaft 2020 in Jūrmala erreichten Ahtiainen/Lehtonen Platz fünf.